# Psaume 26 (25)

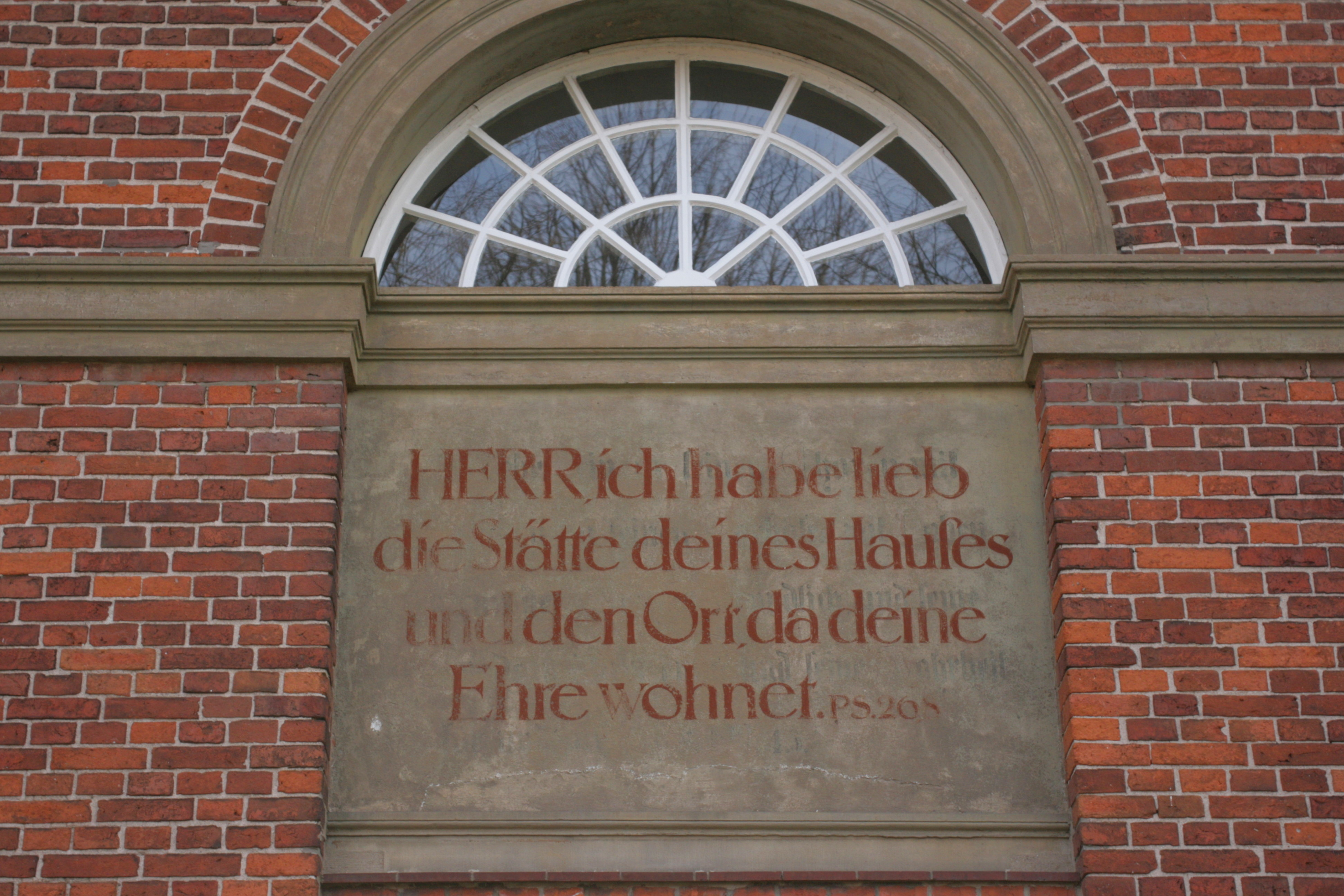
Le verset 8 du psaume 26 en allemand, sur le fronton de l'église saint-Michel à BienenButtel, en Allemagne.

Le psaume 26 (25 selon la numérotation grecque) est attribué à David.

## Texte
| verset | original hébreu                                             | traduction française de Louis Segond                                                                                     | Vulgate latine                                                                                                   |
| ------ | ----------------------------------------------------------- | --- | --- |
| 1      | לְדָוִד: שָׁפְטֵנִי יְהוָה-- כִּי-אֲנִי, בְּתֻמִּי הָלַכְתִּי;וּבַיהוָה בָּטַחְתִּי, לֹא אֶמְעָד | [De David.] Rends-moi justice, Éternel ! car je marche dans l’intégrité, je me confie en l’Éternel, je ne chancelle pas. | [Psalmus David] Iudica me Domine quoniam ego in innocentia mea ingressus sum et in Domino sperans non infirmabor |
| 2      | בְּחָנֵנִי יְהוָה וְנַסֵּנִי; צרופה (צָרְפָה) כִלְיוֹתַי וְלִבִּי                  | Sonde-moi, Éternel ! éprouve-moi, fais passer au creuset mes reins et mon cœur ;                                         | Proba me Domine et tempta me ure renes meos et cor meum                                                          |
| 3      | כִּי-חַסְדְּךָ, לְנֶגֶד עֵינָי; וְהִתְהַלַּכְתִּי, בַּאֲמִתֶּךָ                         | Car ta grâce est devant mes yeux, et je marche dans ta vérité.                                                           | Quoniam misericordia tua ante oculos meos est et conplacui in veritate tua                                       |
| 4      | לֹא-יָשַׁבְתִּי, עִם-מְתֵי-שָׁוְא; וְעִם נַעֲלָמִים, לֹא אָבוֹא                   | Je ne m’assieds pas avec les hommes faux, je ne vais pas avec les gens dissimulés ;                                      | Non sedi cum concilio vanitatis et cum iniqua gerentibus non introibo                                            |
| 5      | שָׂנֵאתִי, קְהַל מְרֵעִים; וְעִם-רְשָׁעִים, לֹא אֵשֵׁב                         | Je hais l’assemblée de ceux qui font le mal, je ne m’assieds pas avec les méchants.                                      | Odivi ecclesiam malignantium et cum impiis non sedebo                                                            |
| 6      | אֶרְחַץ בְּנִקָּיוֹן כַּפָּי; וַאֲסֹבְבָה אֶת-מִזְבַּחֲךָ יְהוָה                       | Je lave mes mains dans l’innocence, et je vais autour de ton autel, ô Éternel !                                          | Lavabo inter innocentes manus meas et circumdabo altare tuum Domine                                              |
| 7      | לַשְׁמִעַ, בְּקוֹל תּוֹדָה; וּלְסַפֵּר, כָּל-נִפְלְאוֹתֶיךָ                         | Pour éclater en actions de grâces, et raconter toutes tes merveilles.                                                    | Ut audiam vocem laudis et enarrem universa mirabilia tua                                                         |
| 8      | יְהוָה--אָהַבְתִּי, מְעוֹן בֵּיתֶךָ; וּמְקוֹם, מִשְׁכַּן כְּבוֹדֶךָ                   | Éternel ! j’aime la beauté de ta Maison, le lieu où ta gloire habite.                                                    | Domine dilexi decorem domus tuae et locum habitationis gloriae tuae                                              |
| 9      | אַל-תֶּאֱסֹף עִם-חַטָּאִים נַפְשִׁי; וְעִם-אַנְשֵׁי דָמִים חַיָּי                    | N’enlève pas mon âme avec les pécheurs, ma vie avec les hommes de sang,                                                  | Ne perdas cum impiis animam meam et cum viris sanguinum vitam meam                                               |
| 10     | אֲשֶׁר-בִּידֵיהֶם זִמָּה; וִימִינָם, מָלְאָה שֹּׁחַד                            | dont les mains sont criminelles et la droite pleine de présents !                                                        | In quorum manibus iniquitates sunt dextera eorum repleta est muneribus                                           |
| 11     | וַאֲנִי, בְּתֻמִּי אֵלֵךְ; פְּדֵנִי וְחָנֵּנִי                                  | Moi, je marche dans l’intégrité ; délivre-moi et aie pitié de moi !                                                      | Ego autem in innocentia mea ingressus sum redime me et miserere mei                                              |
| 12     | רַגְלִי, עָמְדָה בְמִישׁוֹר; בְּמַקְהֵלִים, אֲבָרֵךְ יְהוָה                       | Mon pied est ferme dans la droiture : Je bénirai l’Éternel dans les assemblées.                                          | Pes meus stetit in directo in ecclesiis benedicam te Domine                                                      |

## Usages liturgiques

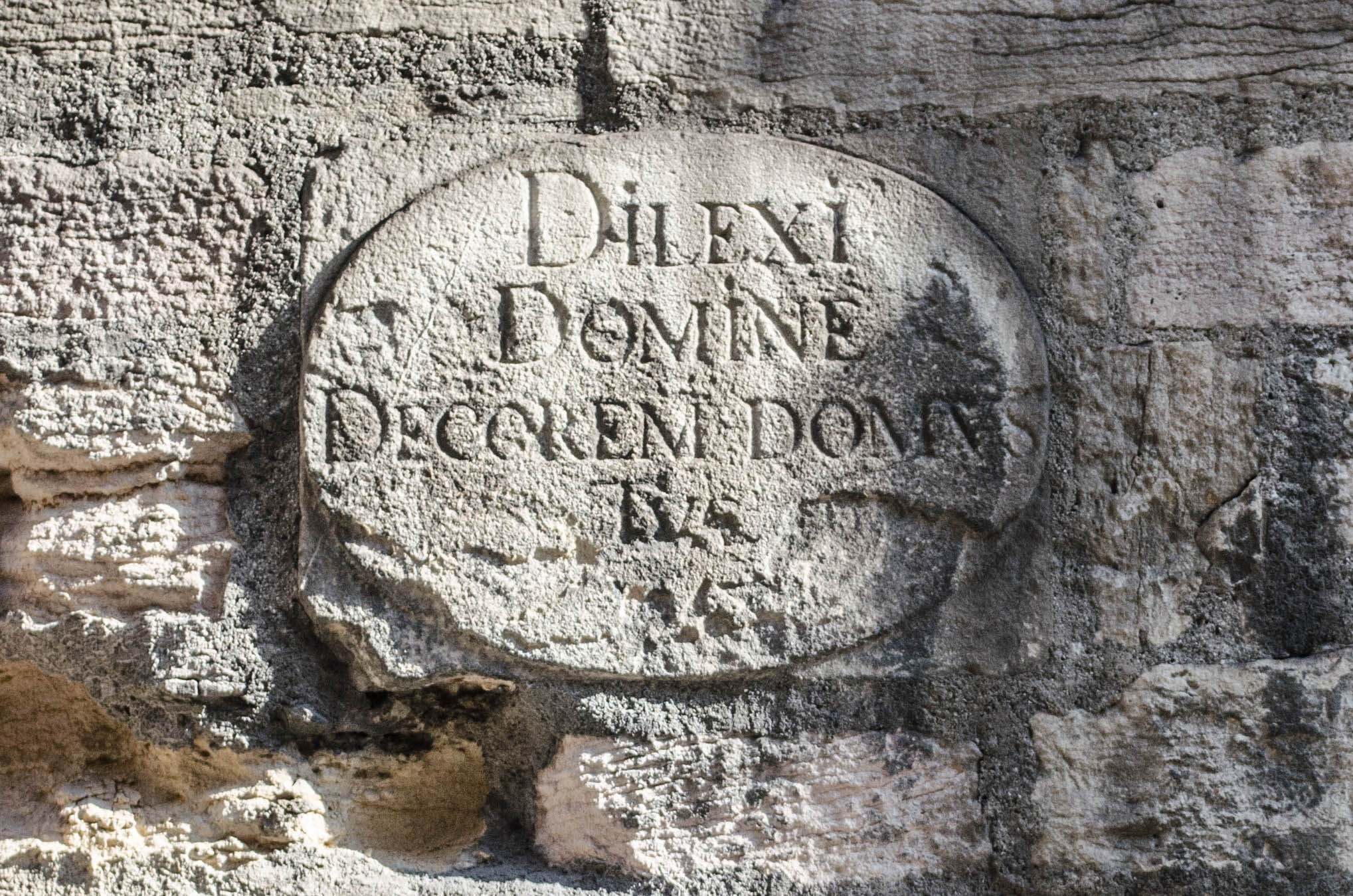
Médaillon, façade Sud de l’église Saint-Philibert de Dijon (Côte-d’Or)

### Dans le judaïsme
Le verset 8 du psaume 26 se trouve dans Ma Tovou.

### Dans le christianisme

#### Chez les catholiques
Selon la tradition monastique, ce psaume était exécuté lors de la célébration de matines du dimanche, depuis que saint Benoît de Nursie attribua vers 530 les psaumes 21 (20) à 109 (108) aux matines, par ordre numérique,.
Dans la liturgie des Heures actuelle, le psaume 26 est récité ou chanté à l’office du milieu du jour du vendredi de la première semaine.

### Bibliographie

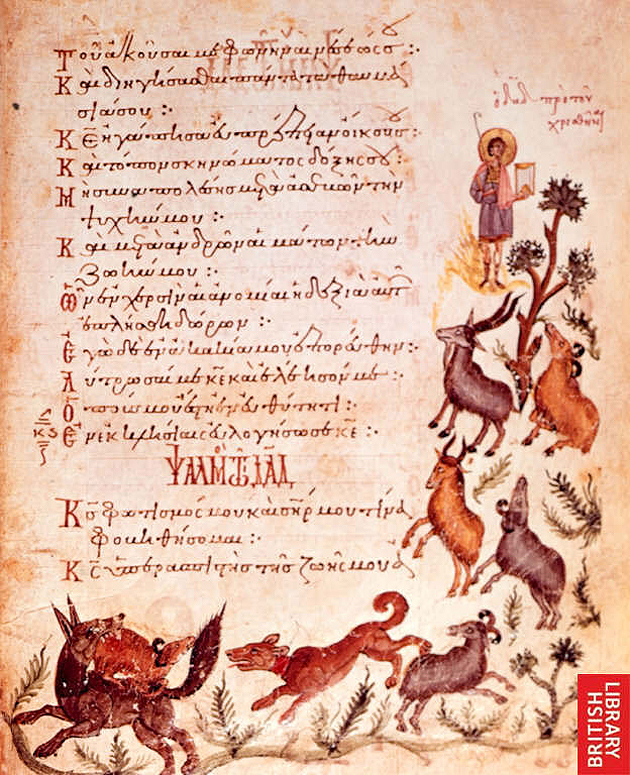
Theodore Psalter, Pslam 26, 1066

## Mise en musique